# Idool 2007
Idool 2007 was een amusementsprogramma waarin kandidaten uit Vlaanderen hun zangkunsten konden bewijzen. Het programma werd vanaf 20 februari 2007 tot 25 mei 2007 uitgezonden op VTM. De eerste audities dateren van oktober 2006. De tien verkozen jongens en meisjes moesten het opnemen in een reeks live-shows. Op 25 mei 2007 werd bekendgemaakt in een superfinale wie de winnaar was: Dean Delannoit.

## Presentatoren
- Koen Wauters
- Kris Wauters

## Jury
- Jean Blaute
- Vera Mann
- Herman Schueremans
- Bernard Carbonez

## Kandidaten

### Meisjes
| Deelnemer         | Uitschakeling                 |
| ----------------- | ----------------------------- |
| Esther Sels       | Finale - 25 mei 2007          |
| Elke Severijns    | Grote live 7 - 11 mei 2007    |
| Kim Buttafuoco    | Grote live 5 - 27 april 2007  |
| Kira Peters       | Grote live 3 - 13 april 2007  |
| Brenda Vercammen  | Grote live 1 - 30 maart 2007  |
| Adèle Monheim     | Kleine live 3 - 23 maart 2007 |
| Clara De Decker   | Kleine live 3 - 23 maart 2007 |
| Catharina Lucas   | Kleine live 3 - 23 maart 2007 |
| Veva Van Overveld | Kleine live 1 - 16 maart 2007 |
| Lydia Guiso       | Kleine live 1 - 16 maart 2007 |

### Jongens
| Deelnemer           | Uitschakeling                 |
| ------------------- | ----------------------------- |
| Dean Delannoit      | Winnaar                       |
| Andrei Loegowski    | Grote live 8 - 18 mei 2007    |
| Wim Vandereycken    | Grote live 6 - 4 mei 2007     |
| Tom De Bie          | Grote live 4 - 20 april 2007  |
| Adil Aarab          | Grote live 2 - 6 april 2007   |
| Dimitri Jambé       | Kleine live 4 - 24 maart 2007 |
| Alexander Chiafele  | Kleine live 4 - 24 maart 2007 |
| Eley Van Hemelrijck | Kleine live 4 - 24 maart 2007 |
| Kim Vanrooy         | Kleine live 2 - 17 maart 2007 |
| Yannick Willems     | Kleine live 2 - 17 maart 2007 |

## Afleveringen

### Aflevering 1-4
Verschillende kandidaat-idolen deden in Antwerpen, Genk, Gent en Leuven een auditie in de hoop een plaatsje te bemachtigen in de volgende ronde. Voor sommige kandidaten werd dit werkelijkheid, andere gingen met een droevig gezicht terug naar huis. In totaal werden 100 kandidaten door de jury geselecteerd voor de volgende ronde, die plaats zal vinden in het Plaza Hotel in Brussel.

### Aflevering 5-6
De selectie naar 20 kandidaten in het theater van het Plaza Hotel in Brussel. Tijdens deze twee theater-afleveringen moesten de kandidaten drie uitdagingen aangaan: solo een "a capella -nummer" zingen, op één avond een nummer instuderen en dat in kleine groepjes met pianobegeleiding brengen, en solo een song naar eigen keuze brengen. De professionele jury selecteerde 10 meisjes en 10 jongens voor de eerste reeks liveshows.

### Aflevering 7-8
De eerste 2 "kleine" live-shows waarin de 10 laatste meisjes en de 10 laatste jongens een song naar eigen keuze brachten voor de jury en een klein publiek. Slechts 8 van de 10 meisjes/jongens mochten door naar de volgende ronde. De afvallers van aflevering 7 waren Lydia Guiso en Veva Van Overveld. Zij kregen van het publiek thuis de minste stemmen en moesten dus onmiddellijk de wedstrijd verlaten. In aflevering 8 vielen Yannick Willems en Kim Vanrooy uit de boot en werden dus eveneens uit de wedstrijd gezet.
Songlist meisjes
- Adèle Monheim: 'Thank you' van Dido
- Lydia Guiso: 'How come you don't call me' van Alicia Keys
- Elke Severijns: 'Dear Mr. President' van P!nk
- Kim Buttafuoco: 'Foolish Games' van Jewel
- Clara De Decker: 'Sir Duke' van Stevie Wonder
- Veva Van Overveld: 'You hurt me' van Hooverphonic
- Esther Sels: 'Hurt' van Christina Aguilera
- Catharina Lucas: 'I'm not so though' van Ilse DeLange
- Brenda Vercammen: 'Right to be wrong' van Joss Stone
- Kira Peters: 'I'll be there' van The Jackson 5

Songlist jongens
- Yannick Willems: 'All at sea' van Jamie Cullum
- Kim Vanrooy: 'The best is yet to come' van Novastar
- Dean Delannoit: 'Let's work together' van Canned Heat
- Alexander Chiafele: 'Hero' van Enrique Iglesias
- Wim Vandereycken: 'Hallelujah' van Jeff Buckley
- Tom De Bie: 'You give me something' van James Morrison
- Adil Aarab: 'Part Time Lover' van Stevie Wonder
- Eley Van Hemelrijck: 'You are so beautiful' van Joe Cocker
- Andrei Loegowski: 'You're still you' van Josh Groban
- Dimitri Jambé: 'Too Much Love Will Kill You' van Queen

### Aflevering 9-10
De laatste 2 "kleine" live-shows waarin de 8 overgebleven meisjes en de 8 overgebleven jongens een song naar eigen keuze brachten voor de jury en een klein publiek. Slechts 5 van de 8 meisjes/jongens stootten door naar de grote live-shows. Van de meisjes moesten deze week Clara De Decker, Catharina Lucas en Adèle Monheim de wedstrijd verlaten. Bij de jongens was er slecht nieuws voor Alexander Chiafele, Eley Van Hemelrijck en Dimitri Jambé.
Songlist meisjes
- Kira Peters: 'Don't know why' van Norah Jones
- Clara De Decker: 'Another Day' van Buckshot Leftonque
- Catharina Lucas: 'Like the way I do' van Melissa Etheridge
- Esther Sels: 'Vision of Love' van Mariah Carey
- Elke Severijns: 'Jerusalem' van Anouk
- Adèle Monheim: 'Fever' van Beyoncé
- Kim Buttafuoco: 'River deep, mountain high' van Céline Dion
- Brenda Vercammen: 'Ironic' van Alanis Morissette

Songlist jongens
- Alexander Chiafele: 'Stand by me' van Ben E. King
- Eley Van Hemelrijck: 'Superstition' van Stevie Wonder
- Adil Aarab: 'Another day in paradise' van Phil Collins
- Dimitri Jambé: 'Bend and Break' van Keane
- Andrei Loegowski: 'Nella Fantasia' van Il Divo
- Tom De Bie: 'Leef' van Sam Bettens
- Wim Vandereycken: 'Winter in July' van Udo
- Dean Delannoit: 'Snow (Hey Oh)' van Red Hot Chili Peppers

### Aflevering 11
De eerste grote live-show waarin de 10 overgebleven kandidaten het tegen elkaar moesten opnemen. Ieder koos een nummer van zijn of haar eigen idool en bracht dit met live-orkest voor de jury en een groot publiek. De jury gaf zoals gewoonlijk haar commentaar maar het is de kijker thuis die heeft beslist dat Brenda, Esther en Tom op de pijnbank moesten zitten. Kandidate Brenda Vercammen kreeg uiteindelijk te horen dat zij de wedstrijd moest verlaten. Ze bracht het nummer 'Walk Away' van Kelly Clarkson.
Songlist
- Brenda Vercammen: 'Walk Away' van Kelly Clarkson
- Tom De Bie: 'Mr. Jones' van Counting Crows
- Kira Peters: 'Woman's Worth' van Alicia Keys
- Andrei Lugowski: 'Gira Con Me' van Josh Groban
- Elke Severijns: 'You and your hand' van P!nk
- Adil Aarab: 'Beautiful Soul' van Jesse McCartney
- Kim Buttafuoco: 'Strani Amori' van Laura Pausini
- Dean Delannoit: 'She moves in her own way' van The Kooks
- Esther Sels: 'Emotion' van Destiny's Child
- Wim Vandereycken: 'A whiter shade of pale' van Procol Harum

### Aflevering 12
De tweede grote live-show waarin de 9 overgebleven kandidaten een song van The Beatles of The Rolling Stones brachten voor de vakjury, het publiek in de zaal en de mensen thuis. Op het einde van de uitzending kwamen Adil, Wim en Elke op de pijnbank terecht en werd kandidaat Adil Aarab met de minste stemmen uit de wedstrijd gezet. Hij bracht tijdens het programma het nummer 'Here comes the sun' van The Beatles.
Songlist
- Adil Aarab: 'Here comes the sun' van The Beatles
- Elke Severijns: 'Satisfaction' van The Rolling Stones
- Wim Vandereyken: 'Got to get you into my life' van The Beatles
- Dean Delannoit: 'Start me up' van The Rolling Stones
- Esther Sels: 'Don't let me down' van The Beatles
- Tom De Bie: 'You've got to hide your love away' van The Beatles
- Kim Butaffuoco: 'Wild Horses' van The Rolling Stones
- Kira Peters: 'Can't buy me love' van The Beatles
- Andrei Loegowski: 'The long and winding road' van The Beatles

### Aflevering 13
De derde grote live-show van 8 kandidaten naar 7 met als centraal thema: het Nederlandse lied. De 8 overgebleven kandidaten brachten elk één song voor de jury en het publiek. Op de pijnbank zaten dit keer Kim, Wim en Kira. Uiteindelijk moest Kira Peters uit de wedstrijd stappen met het nummer 'Ik wil jou alleen' van Gene Thomas. De 7 overgebleven kandidaten stroomden door naar de volgende live-show.
Songlist
- Dean Delannoit: 'Iedereen is van de wereld' van Thé Lau
- Kim Buttafuoco: 'Wereld zonder jou' van Marco Borsato
- Andrei Loegowski: 'Dromen zijn bedrog' van Marco Borsato
- Kira Peters: 'Ik wil jou alleen' van Gene Thomas
- Wim Vandereyken: 'Is dit nu later' van Stef Bos
- Elke Severijns: 'Hou me vast' van Volumia!
- Tom De Bie: 'Oud en versleten' van Yevgueni
- Esther Sels: 'Jij mag altijd op me rekenen' van Isabelle A

### Aflevering 14
In de vierde grote liveshow moest elke kandidaat een nummer uit zijn of haar geboortejaar zingen. Behalve voor Tom was dit dus een nummer uit de jaren 80. Het publiek vond Esther, Elke en Tom het minst overtuigend waardoor zij op de pijnbank belandden. Uiteindelijk moest Tom de wedstrijd verlaten: hij kreeg de minste stemmen van de kijkers thuis.
Songlist
- Elke Severijns: 'You keep me hangin' on' van Kim Wilde
- Esther Sels: 'And I'm telling you I'm not going' van Jennifer Holliday
- Kim Buttafuoco: 'Let's hear it for the boy' van Deniece Williams
- Andrei Loegowski: 'Every breath you take' van The Police
- Dean Dellanoit: 'Rockin' in the free world' van Neil Young
- Tom De Bie: 'Is she really going out with him' van Joe Jackson
- Wim Vandereycken: 'Everbody's gotta learn sometime' van The Korgis

Extra
- Groepsnummer: 'Hit me up' van Gia Farrell uit de film Happy Feet

### Aflevering 15
Aflevering 15 stond volledig in het teken van Franse liedjes. Op het einde van de uitzending kwamen Elke, Kim en Wim in aanmerking voor de pijnbank. Uiteindelijk heeft kijkend Vlaanderen beslist dat Kim moest opstappen. Ze bracht het nummer 'Il jouait du piano debout' van France Gall.
Songlist
- Elke Severijns: 'Mademoiselle chante le blues' van Patricia Kaas
- Esther Sels: 'Sensualité' van Axelle Red
- Kim Buttafuoco: 'Il jouait du piano debout' van France Gall
- Andrei Loegowki: 'Hymne à l'amour' van Johnny Hallyday
- Dean Dellanoit: 'Une belle histoire' van Michel Fugain
- Wim Vandereycken: 'Le temps des cathédrales' van Bruno Pelletier

Extra
- Groepsnummer 1: 'Et c'est parti' van Nâdiya, 'La tribu de Dana' van Manau en 'Femme like you' van K-Maro
- Groepsnummer 2: 'Non, non rien n'a changé'

### Aflevering 16
Vanavond treden de kandidaten op met een big band.
Songlist
- Elke Severijns: 'It's oh so quiet' van Björk
- Esther Sels: 'Hanky Panky' van Madonna
- Andrei Loegowski: 'Fly me to the moon' van Frank Sinatra
- Wim Vandereyken: 'Come fly with me' van Frank Sinatra
- Dean Delannoit: 'Ain't that a kick in the head' van Dean Martin

Extra
- Groepsnummer: 'In the mood'
- Guestsong (gebracht door Sandrine, Brahim en Wim): 'Sir Duke'

### Aflevering 17
Vanavond moeten de kandidaten elk twee nummers brengen. De vier finalisten zullen unplugged zingen.
Songlist
- Esther Sels: 'Fallin'' van Alicia Keys
- Esther Sels: 'Lil' Star' van Kelis
- Elke Severijns: 'Lost' van Anouk
- Elke Severijns: 'I'm just a girl' van No Doubt
- Andrei Loegowski: 'Grace Kelly' van Mika
- Andrei Loegowski: 'Miserere' van Andrea Bocelli
- Dean Delannoit: 'You don't know' van Milow
- Dean Delannoit: 'Nothing else matters' van Metallica

### Aflevering 18
De allerlaatste liveshow voor de finale is de rockaflevering. De kandidaten zullen elk 3 nummers zingen: één gekozen door de jury, één zelfgekozen nummer en één gekozen door de kijkers via de website.
Songlist
- Esther Sels: 'Walk away' van Kelly Clarkson
- Esther Sels: 'You oughtta know' van Alanis Morissette
- Esther Sels: 'Don't Speak' van No Doubt
- Andrei Loegowski: 'Life on Mars' van David Bowie
- Andrei Loegowski: 'One' van U2
- Andrei Loegowski: The show must go on van Queen
- Dean Delannoit: 'Ruby' van Kaiser Chiefs
- Dean Delannoit: 'Boulevard of Broken Dreams' van Green Day
- Dean Delannoit: 'Great Balls of Fire' van Jerry Lewis

### Finale
Songlist Esther
- 'You oughtta know' van Alanis Morissette.
- 'The trouble with love is' van Kelly Clarkson.
- 'I say a little prayer' van Aretha Franklin.
- 'Fallin'' van Alicia Keys.
- 'That will make my day' (Idool 2007-single).

Songlist Dean
- 'Keep on rocking in the free world' van Neil Young.
- 'Ain't no sunshine' van Bill Withers.
- 'She's the one' van Robbie Williams.
- 'Start me up' van The Rolling Stones.
- 'So many ways' (Idool 2007-single).

Extra
- Duet Esther en Dean: 'I want you to want me’ van Cheap Trick.

## Trivia
- Deelneemster Lydia Guiso deed eerder mee aan Expeditie Robinson 2002 en Expeditie Robinson Strijd Der Titanen
- Vanaf de grote liveshows is tussen de 2 delen van Idool in een show op JIM, gepresenteerd door Leki en Jan, waarin ze polsen naar reacties van de finalisten. Elke week komt ook een ex-Idooldeelnemer aan bod.